# Eczema herpeticum
L'eczema herpeticum è una malattia rara ma grave, che consiste in un'infezione cutanea virale disseminata, che si verifica in genere nei siti di lesione delle pelle prodotta, per esempio, dalla dermatite atopica, da ustioni o da eczema.
È anche conosciuta con il nome di eruzione varicelliforme di Kaposi, pustolosi varioliforme acuta e dermatite di Kaposi-Juliusberg.
Alcune fonti riservano il termine eczema erpetico quando la causa è il virus herpes simplex umano e il termine eruzione varicelliforme di Kaposi per descrivere la presentazione generale senza specificare il virus.

## Fattori eziologici
Solitamente la causa dell'eczema herpeticum è una sovrainfezione della dermatite atopica da herpes simplex di tipo 1 (HSV-1) e meno frequentemente da herpes simplex di tipo 2 (HSV-2), ma può anche essere causata da coxsackievirus A16 oppure da altri virus.

## Storia
L'eczema herpeticum fu descritto per la prima volta da Moritz Kaposi nel 1887. Fritz Juliusberg coniò invece il termine pustulosi varioliforme acuta nel 1898.
Secondo l'ipotesi maggioritaria il famoso rivoluzionario Jean-Paul Marat soffriva di questa patologia; la malattia lo costringeva a stare a lungo immerso in acqua tiepida per lenire il prurito e le lesioni provocate dal continuo grattarsi e dall'herpes.

## Presentazione
Si tratta di un'eruzione acuta che, nel giro di pochi giorni e in genere entro una settimana, si manifesta con vescicole ed erosioni in zone precedentemente interessate da altre malattie cutanee, quali, per esempio, una dermatite atopica in via di guarigione. La manifestazione è spesso accompagnata da febbre, malessere generale e linfoadenopatia.

## Esame obiettivo
La malattia inizia con la comparsa di piccole vescicole che si allargano, tendono a divenire ombelicate al centro, quindi si trasformano in pustole e croste. Quando il paziente si presenta al medico in genere si possono riscontrare aree di ampie dimensioni, spesso confluenti, associate a erosioni, croste e talvolta essudato purulento ed emorragico.
La malattia spesso si presenta su aree già precedentemente interessate da altre patologie cutanee, ma non sono rari i casi di interessamento di cute normale. Le aree sede della malattia con grande frequenza sono coinvolte da processi di un'infezione batterica secondaria sovrapposta.
La malattia interessa molteplici organi, fra cui gli occhi, il cervello, i polmoni e il fegato e può essere mortale.

## Diagnosi
Per una diagnosi rapida si può ricorrere a un esame citodiagnostico di Tzanck: si incide con un bisturi una bolla intatta, si gratta delicatamente la base della lesione e il suo contenuto va posto su un vetrino portaoggetti e asciugato. Successivamente il materiale così ottenuto viene colorato con Giemsa o con Sedi-Stain. Il vetrino viene quindi osservato al microscopio ottico per l'identificazione di cellule giganti multinucleate. In alternativa si può ottenere tramite un agoaspirato un campione di liquido di una vescicola per eseguirvi il test della PCR o per la coltura virale.

## Diagnosi Differenziale
La patologia deve essere distinta da:
- Zoster disseminato
- Varicella
- Impetigine bollosa
- Malattie bollose autoimmunitarie (pemfigo volgare, pemfigoide bolloso, epidermolisi bollosa acquisita, ecc.)

## Trattamento
Nella maggior parte dei casi si richiede un trattamento d'urgenza basato su farmaci antivirali somministrati per via orale, in particolare nell'adulto Aciclovir (200 mg per os, 5 volte al dì, per almeno 7 giorni) oppure Valaciclovir (500 mg per os due volte al giorno per 7 giorni). Come trattamento alternativo, sempre dell'adulto, il Famciclovir (250 mg per os, due volte al giorno, per 7 giorni).
Nei soggetti immunocompromessi una malattia a evoluzione più severa e maggiormente diffusa può richiedere il trattamento con Aciclovir per via endovenosa.
Le sovrainfezioni cutanee, generalmente causate da Staphylococcus aureus, dovrebbero essere trattate con antibiotici quali la dicloxacillina, la cefalexina, o, in pazienti allergici alla penicillina, l'eritromicina.